# Tourém
Tourém es una freguesia portuguesa del concelho de Montalegre, con 16,61 km² de superficie y 185 habitantes (2001). Su densidad de población es de 11,1 hab/km². Limita al norte con España.

## Galería

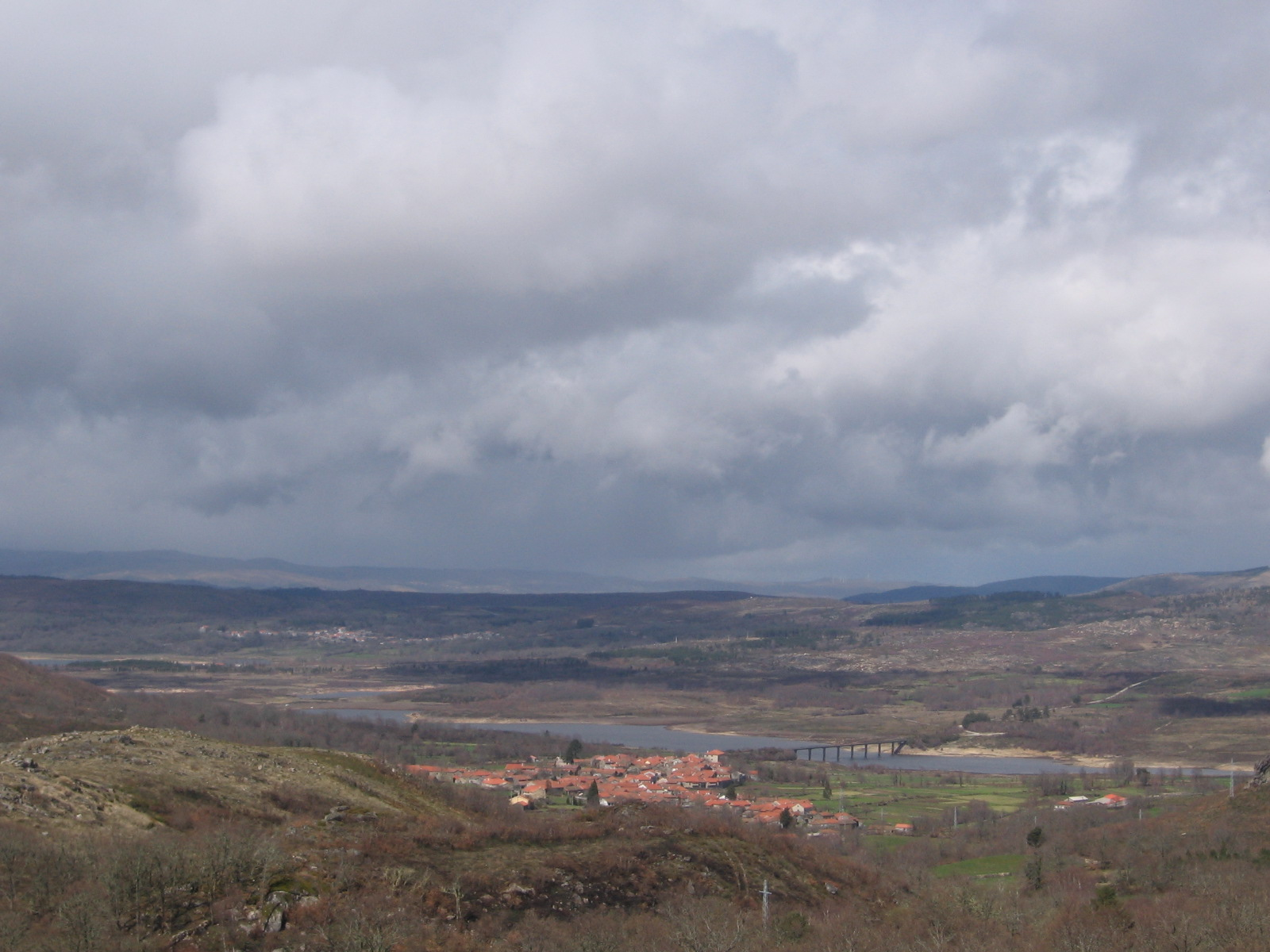
Tourém y el valle del río Salas.